# Hydrosaurus pustulatus
Espèce
Synonymes
- Istiturus pustulatus Eschscholtz, 1829

Statut de conservation UICN

LC : Préoccupation mineure
L'Agame voilier des Philippines (Hydrosaurus pustulatus) est une espèce de sauriens de la famille des Agamidae.

## Répartition
Cette espèce est endémique des Philippines. 
Elle se rencontre à Luçon, à Polillo, à Mindoro, à Negros, à Panay, à Bohol, à Dinagat et à Mindanao.

## Description

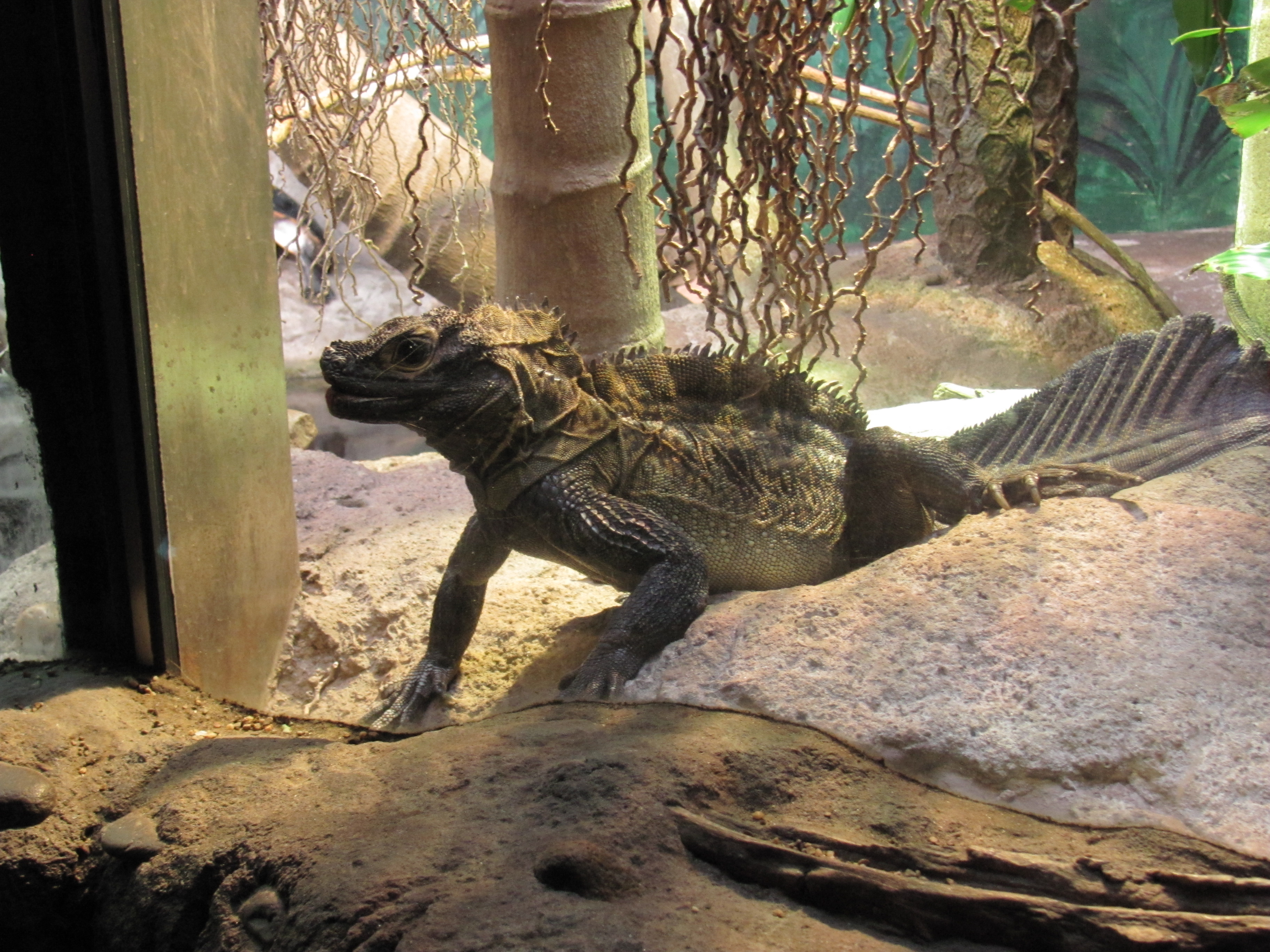
Hydrosaurus pustulatus

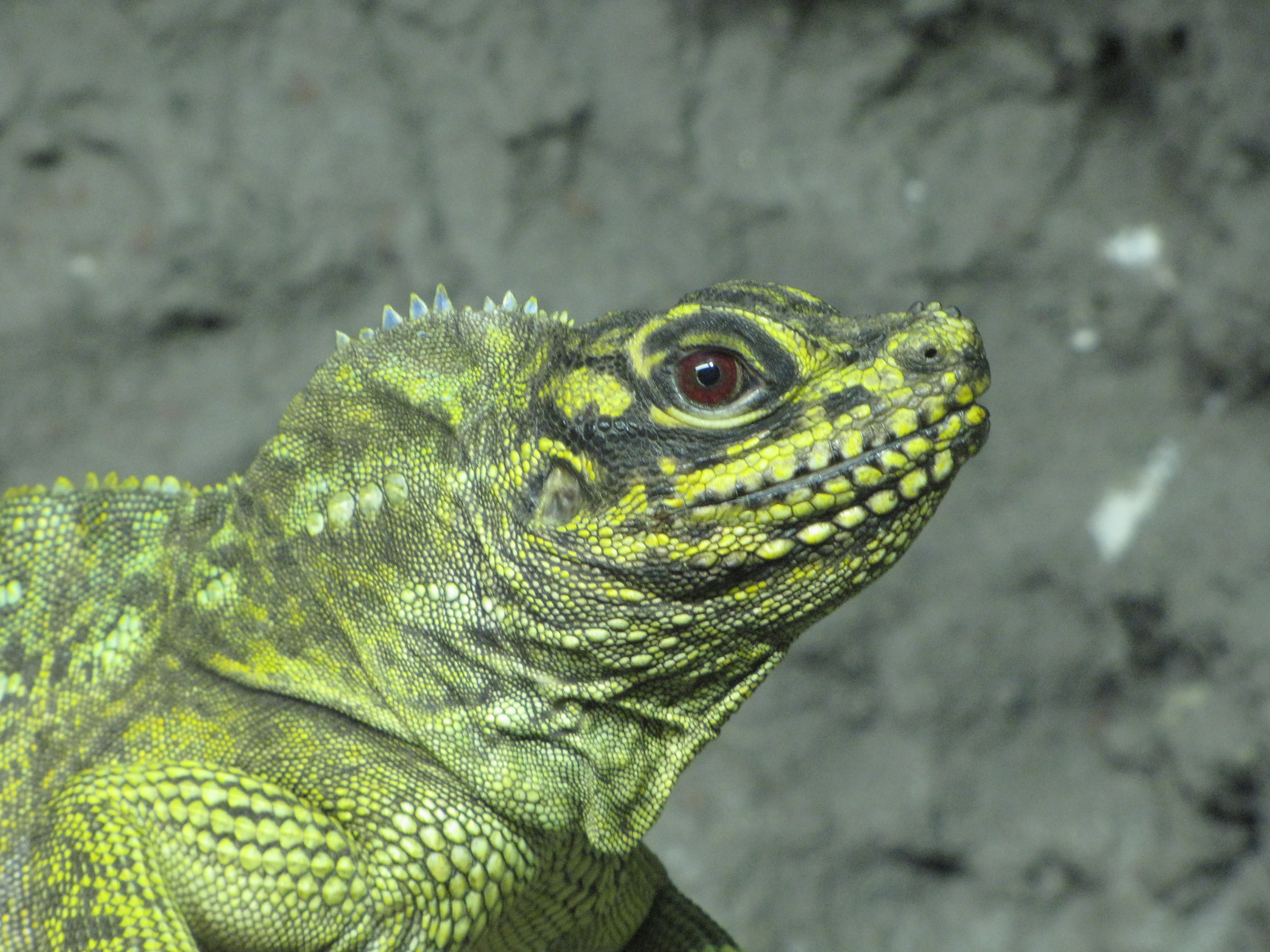
Hydrosaurus pustulatus

Ce lézard ovipare qui peut atteindre un mètre de long. Grâce à ses doigts aplatis, il est un bon nageur. En grandissant, ils arborent des reflets bleu/violet sur le corps. Les mâles ont une grande crête partant du bas du dos jusqu'au milieu de sa queue formant un voile d'où son nom, celle-ci étant moins développée chez les femelles.
Il est omnivore, se nourrissant de fruits, de feuilles, de fleurs, d'insectes et autres petits animaux. Il vit près des rivières dans les forêts tropicales des Philippines. 
Il est chassé par l'homme pour sa chair.

## Liste des espèces
Selon Reptarium Reptile Database (15 mai 2014)[réf. incomplète] :
- Hydrosaurus amboinensis (Schlosser, 1768)
- Hydrosaurus pustulatus (Eschscholtz, 1829)
- Hydrosaurus weberi (Barbour, 1911)

## Publication originale
- Eschscholtz, 1829 : Zoologischer Atlas, enthaltend Abbildungen und Beschreibungen neuer Thierarten, wehrend des Flottcapitains von Kotzebue zweiter Reise um die Welt, auf der Russisch-Kaiserlichen Kriegsschlupp Predpriaetiâ in den Jahren 1823-1826 (texte intégral).